# Аккеси (бухта)
Аккеси (яп. 厚岸湾 Аккеси-ван) — залив Тихого океана в Японии, на острове Хоккайдо.
Площадь залива составляет 102,64 км², ширина устья — 9,15 км; максимальная глубина — 24 м. Размеры залива составляют 13х9 км.
Залив вдаётся в северо-западное побережье острова Хоккайдо, сообщается с Тихим океаном на юге и с лагуной Аккеси на северо-востоке. Самая глубокая часть залива находиться у его устья. У соединения залива с лагуой расположен одноимённый посёлок. В залив впадает река Оборо. Восточную часть устья перекрывают острова Дайкокудзима и Кодзима.
В залив заходит холодное течение Оясио. Аккеси является рамсарским угодьем.